# Filopap

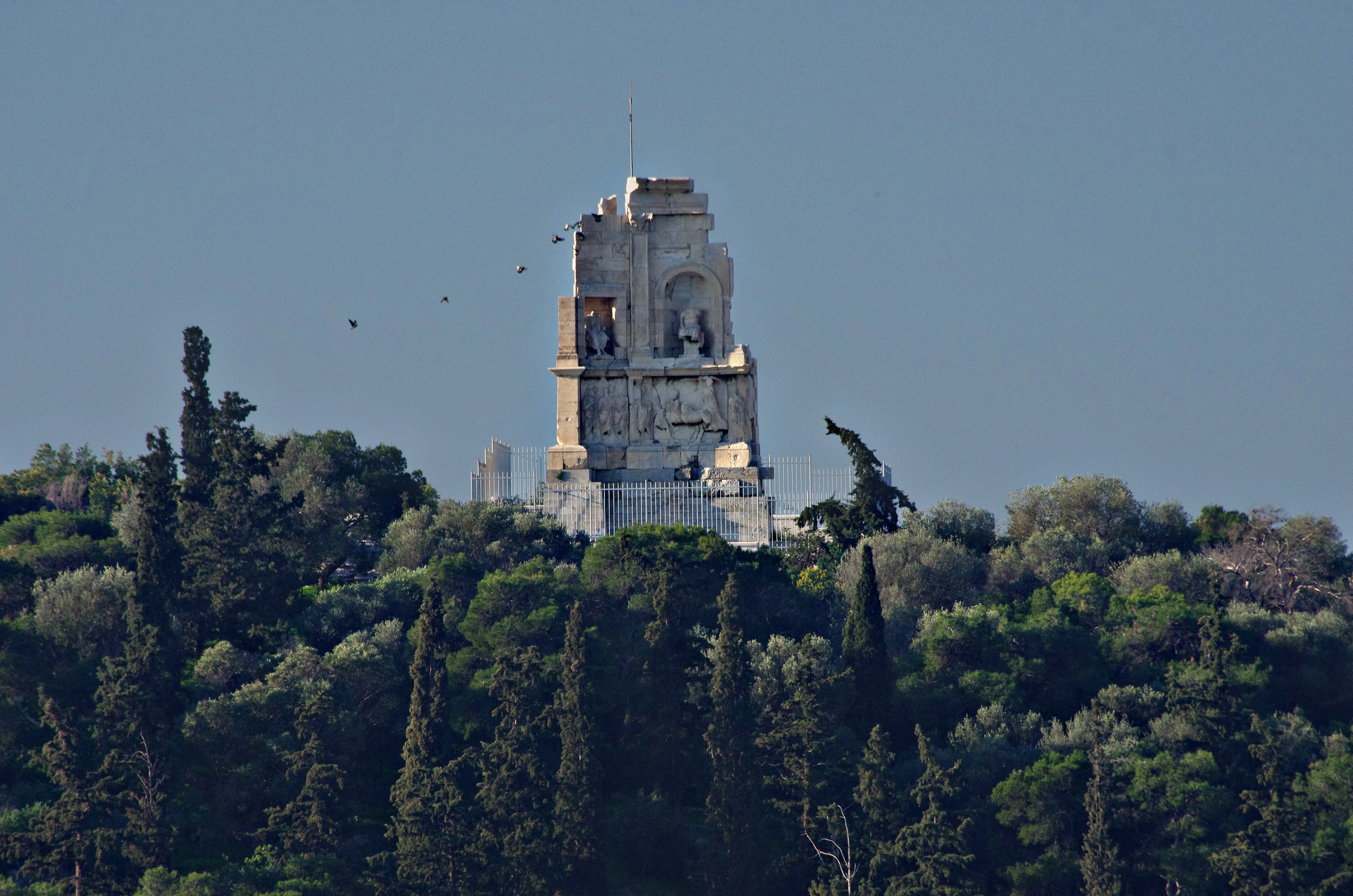
Mausoleum de Philopappos

Gai Juli Antíoc Epífanes (en grec antic Γαίος Ιούλιος Αντίοχος Επιφανής, s. II), conegut amb el títol de Filopap (Φιλόπαππος "que estima el seu avi"), va ser un príncep de la Commagena, net de l'últim rei d'aquest país, Antíoc IV.
La seva família estava emparentada amb l'antiga dinastia dels selèucides. Antíoc va viure a Roma, on Hadrià el va nomenar cònsol suplent de l'any 109, i a Atenes, ciutat de la qual es va fer ciutadà i on va exercir el càrrec d'arcont. Després de la seva mort (entre els anys 114 i 116), la seva germana Júlia Balbil·la li va erigir un monument al turó del Museu de la ciutat grega.